# Аліасинг

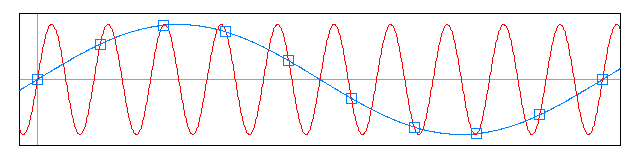
Два різних синусоїдальних сигнали, що не відрізняються при оцифровці: високочастотний з частотою (червоний) на низькочастотний (синій).

Аліасинг (англ. aliasing — накладення спектрів)  — ефект, що призводить до накладання, або нечіткості різних безперервних сигналів при їхній дискретизації.
Є однією з головних проблем при аналогово-цифровому перетворенні відео- і аудіосигналів. Неправильна дискретизація аналогового сигналу призводить до того, що високочастотні його складові накладаються на низькочастотні, в результаті чого відновлення сигналу в часі приводить до його спотворень. Для запобігання цього ефекту частота дискретизації повинна бути достатньо високою і сигнал повинен бути належним чином відфільтрований перед оцифровуванням.
Аліасинг  в комп'ютерній графіці — ефект «ступінчастості» зображення, проти якого використовуються різні алгоритми згладжування.

## Дискретизація синусоїдних сигналів
Синусоїди — це важливий тип періодичних функцій, тому що реальні сигнали часто моделюють за допомогою сум синусоїд різних частот і різних амплітуд. Розуміння того, що аліасинг робить із окремими синусоїдами важливе для розуміння того, що відбувається з їх сумою.

Дві різні синусоїди, що відповідають тій самій множині значень.

Рисунок показує набір значень інтервал дискретизації яких — 1, і дві (з багатьох) різних синусоїд, що можуть мати такі значення. Тут частота дискретизації {\displaystyle f_{s}=1\,}. Наприклад, якщо інтервал це 1 секунда, частота становить 1 значення за секунду. Дев'ять циклів червоної і 1 цикл синьої синусоїди покривають проміжок у десять значень. Відповідне число циклів на значення є {\displaystyle f_{\mathrm {red} }=0.9\,}  і {\displaystyle f_{\mathrm {blue} }=0.1\,}.  Якщо ці значення були отримані дискретизуючі функції {\displaystyle \scriptstyle \cos \left(2\pi (0.9)x-\theta \right)} і {\displaystyle \scriptstyle \cos \left(2\pi (0.1)x-\phi \right)}, то їх можна було отримати з тригонометрично тотожних функції {\displaystyle \scriptstyle \cos \left(2\pi (-0.9)x+\theta \right)} і {\displaystyle \scriptstyle \cos \left(2\pi (-0.1)x+\phi \right),} — це впроваджує корисне поняття від'ємної частоти.
Загалом, коли синусоїда частоти {\displaystyle f\,} дискретизується з частотою {\displaystyle f_{s},\,} результовна кількість циклів на значення становить {\displaystyle f/f_{s}} (відома як нормалізована частота), і вибрані значення невідрізненні від значень вибраних з іншої синусоїди (аліаса) чия нормалізована частота відрізняється від {\displaystyle f/f_{s}} на ціле (додатне або від'ємне).  Замінюючи синусоїди від'ємних частот на тотожні ним представлення з додатними частотами, ми можемо виразити всі аліаси частоти {\displaystyle f} як  {\displaystyle f_{\mathrm {alias} }(N)\ {\stackrel {\mathrm {def} }{=}}\ |f-Nf_{s}|,\,}  для будь-якого цілого {\displaystyle N} зі справжньою частотою  {\displaystyle \scriptstyle f_{\mathrm {alias} }(0)=f\,}, і {\displaystyle N} має одиниці циклів на значення. Тоді аліас з {\displaystyle N=1} для {\displaystyle \scriptstyle f_{\mathrm {red} }\,}  це  {\displaystyle \scriptstyle f_{\mathrm {blue} },\,}  (і навпаки).
Аліасінг має значення коли хтось намагається відновити початкову хвилю з її дискретизації. Найпоширеніші техніки для відновлення видають найменшу з частот {\displaystyle \scriptstyle f_{\mathrm {alias} }(N)\,}. Отже, зазвичай важливо, щоб {\displaystyle \scriptstyle f_{\mathrm {alias} }(0)\,} була унікальним мінімумом. Необхідна і достатня умова для цього це {\displaystyle \scriptstyle f_{s}/2\ >\ |f|,\,} де {\displaystyle \scriptstyle f_{s}/2\,} це частота Найквіста системи, яку дискретизують з частотою {\displaystyle \scriptstyle f_{s}.\,}  У нашому прикладі умова Найквіста виконана, якщо початковий сигнал це синя синусуїда ({\displaystyle \scriptstyle f=f_{\mathrm {blue} }}).  Але, якщо {\displaystyle \scriptstyle f=f_{\mathrm {red} }=0.9,}  звичайний метод відновлення видасть синю синусоїду замість червоної.

### Згинання

Чорні точки — аліаси один одному. Жирна червона лінія — це приклад амплітуди, що змінюється з частотою. Пунктирні червоні лінії — це відповідні шляхи аліасів.

У цьому прикладі, {\displaystyle \scriptstyle f_{\mathrm {red} }\,}  і {\displaystyle \scriptstyle f_{\mathrm {blue} }\,} симетрично розташовані навколо частоти {\displaystyle \scriptstyle f_{s}/2.}  І загалом, із збільшенням {\displaystyle \scriptstyle f} від 0 до {\displaystyle \scriptstyle f_{s}/2,}  {\displaystyle \scriptstyle f_{\mathrm {alias} }(1)} зменшується з {\displaystyle \scriptstyle f_{s}}  до {\displaystyle \scriptstyle f_{s}/2.}  Подібним чином зі збільшенням {\displaystyle \scriptstyle f} від {\displaystyle \scriptstyle f_{s}/2}  до {\displaystyle \scriptstyle f_{s},}  {\displaystyle \scriptstyle f_{\mathrm {alias} }(1)} продовжує зменшуватись від {\displaystyle \scriptstyle f_{s}/2} до 0.